# Iberia-Flug 610
Iberia-Flug 610 war ein Linienflug der Iberia von Madrid-Barajas nach Bilbao, auf dem am 19. Februar 1985 beim Anflug auf Bilbao eine Boeing 727 am Monte Oiz zerschellte. Dabei kamen alle 141 Passagiere sowie die 7 Besatzungsmitglieder ums Leben.

## Unfallhergang
Die Maschine startete um 07:47 Uhr UTC vom Flughafen Madrid-Barajas. Um 08:16 Uhr kontaktierte die Besatzung das erste Mal den Kontrollturm von Bilbao und erhielt die Anfluginformationen. Geplant war ein ILS/DME-Anflug auf die Landebahn 30. Die Maschine bekam die Freigabe, direkt zum VOR von Bilbao zu fliegen und dort den Anflug zu beginnen. Um 08:22 Uhr bestätigte der Fluglotse den Überflug des Funkfeuers, der letzte Kontakt mit IB610. Um 08:27 Uhr kollidierte die Boeing 727 mit Rundfunkmasten auf der nordöstlichen Flanke des 1027 Meter hohen Monte Oiz und stürzte nach dem Verlust der linken Tragfläche ab.

## Besatzung
Die Boeing 727 wurde mit einer dreiköpfigen Besatzung geflogen, neben dem Kapitän und dem Copiloten befindet sich bei diesem Flugzeugtyp ein Flugingenieur mit an Bord, der unter anderem die Triebwerksparameter überwacht und den Treibstoffverbrauch kontrolliert. Die Lizenzen und Flugtauglichkeitszeugnisse der dreiköpfigen Cockpitbesatzung sowie des Kabinenpersonals waren gültig.
Kapitän
Der Kapitän war am Unfalltag 51 Jahre alt und seit 1966 im Besitz einer Verkehrspilotenlizenz (ATPL). Seit 1976 hatte er die Musterberechtigung für die Boeing 727 und 13.687 Flugstunden absolviert, davon 4671 als Kapitän und 211 als Copilot auf der Boeing 727. Der Kapitän beteiligte sich Mitte Juli 1984 an einem Streik der Iberia-Piloten und wurde deshalb am 18. Juli 1984 entlassen. Im November 1984 wurde er wieder eingestellt und absolvierte erfolgreich die Standardisierungsflüge der Airline.
Copilot
Der Copilot, mit einem Alter von 38 Jahren, hatte seinen ATPL seit 1980. Er war bisher 5548 Stunden geflogen, davon wurden 2045 Stunden als Copilot auf der Boeing 727 absolviert.
Flugingenieur
Der Flugingenieur war ebenfalls 38 Jahre alt, seit 1980 auf der Boeing 727 eingesetzt und hatte 2721 Stunden auf diesem Muster.

## Flugzeug
Der Flug wurde mit der Boeing 727-256 Alhambra de Granada durchgeführt, die als EC-DDU bei der spanischen Luftfahrtbehörde registriert war. Die 1979 von Boeing gebaute Maschine hatte die Seriennummer 21777 und war bis zum Zeitpunkt des Unfalls 13.400 Stunden in der Luft gewesen. Drei Triebwerke vom Typ Pratt & Whitney JT8D-9A trieben das Flugzeug mit seinem maximalen Abfluggewicht von 83.552 kg an. Das Flugzeug war am 13. Mai 1984 das letzte Mal von einem Prüfer begutachtet worden und verkehrstüchtig.
Am Unfalltag startete die EC-DDU mit einem Gewicht von 66.189 kg, der Schwerpunkt war innerhalb der zulässigen Grenzen.

## Ursachen
Als Hauptunfallursache gilt, dass die Besatzung sich über ihre Position nicht bewusst war und sich im Anflug wähnte, was zu einer Unterschreitung der Sektormindesthöhe führte. Anhand des Bilbao VOR/DME hätte festgestellt werden können, wo das Flugzeug gerade ist und dass man nicht bereits mit dem finalen Sinkflug hätte beginnen dürfen. Zum Unfall beigetragen hat auch, dass die Crew die akustischen Warnungen fehlinterpretiert hat, die bei der Boeing 727 zu hören sind, wenn
- die Zielhöhe (in diesem Falle 4300 Fuß) noch 900 Fuß entfernt ist und
- wenn eine Unterschreitung um mehr als 300 Fuß (4000 Fuß) geflogen wird.

Die Crew hatte allerdings bereits eine Höhe von 5000 Fuß eingenommen, sodass die Warnung 900 Fuß vor Erreichen der Zielhöhe nicht ausgegeben wurde. Im weiteren Sinkflug ertönte nur bei 4000 Fuß die Warnung, dass die Zielhöhe um mehr als 300 Fuß unterschritten wurde. Schon damit war Iberia 610 deutlich unter der Sektormindesthöhe von 4354 Fuß. Die Crew setzte trotzdem den Anflug und damit den Sinkflug fort, was beim Erreichen von 3356 Fuß zu der Kollision mit einer der Antennen auf dem Monte Oiz führte.